# Faschingsschwank aus Wien
Der Faschingsschwank aus Wien, op. 26, ist ein Klavierzyklus von Robert Schumann. Er ist Simonin von Sire in Dinant gewidmet. Schumann komponierte die ersten vier Sätze in Wien und das Finale nach seiner Rückreise nach Leipzig. Das Werk entstand im Jahr 1839 in zeitlicher Nähe zu den Romanzen, op. 28, sowie den Klavierstücken, op. 32. Zusammen bilden sie den Abschluss der Reihe früher Klavierwerke Schumanns. Die fünf Sätze legen den Charakter einer Sonate nahe, doch Schumanns Untertitel Fantasiebilder zeigt die Nähe zu vorangegangenen Zyklen wie dem Carnaval oder den Kreisleriana.

## Einzelsätze
- Allegro (Sehr Lebhaft), B-Dur
- Romanze (Ziemlich Langsam), g-Moll
- Scherzino, B-Dur
- Intermezzo (Mit Größter Energie), es-Moll
- Finale (Höchst Lebhaft), B-Dur